# هولوفني (محافظة فولين)
هولوفني (Головне́) هي بلدة من النمط المدني في محافظة فولين في أوكرانيا.
يبلغ عدد سكانها حوالي 3108 نسمة.